# پنتیل
پنتیل (به انگلیسی: Pentyl) با فرمول شیمیایی C
۵H
۱۱• یک ترکیب شیمیایی با شناسه پاب‌کم ۱۲۳۱۶۷ است. که جرم مولی آن 71.1408 g mol-۱ می‌باشد. شکل ظاهری این ترکیب، گاز بی‌رنگ است.